# Fernelmont
Fernelmont is een gemeente in de Belgische provincie Namen. De gemeente telt ruim 8.000 inwoners en ligt op een hoogte van 196 meter. Fernelmont ligt in het noorden van de provincie, grenzend aan de provincie Luik.

## Bezienswaardigheden
In de gemeente bevinden zich onder andere de volgende bezienswaardigheden:
- Kasteel van Fernelmont
- Kasteel van Franc-Waret
- Saint-Remikerk
- Tumuli van Seron

|  |  |

## Kernen
De fusiegemeente Fernelmont ontstond uit de samensmelting van de tien huidige deelgemeenten. Het administratief centrum van de gemeente is het centrale Noville-les-Bois.
De naam van de nieuwe gemeente werd ontleend aan het centraal in de gemeente gelegen kasteel van Fernelmont.

### Deelgemeenten
| #  | Naam             | Opp. (km²) | Inwoners (2020) | Inwoners per km² | NIS-code |
| -- | ---------------- | ---------- | --------------- | ---------------- | -------- |
| 1  | Forville         | 12,09      | 1.597           | 132              | 92138A   |
| 2  | Bierwart         | 4,99       | 499             | 100              | 92138B   |
| 3  | Pontillas        | 5,11       | 661             | 129              | 92138C   |
| 4  | Hingeon          | 5,09       | 857             | 168              | 92138D   |
| 5  | Noville-les-Bois | 10,50      | 1.501           | 143              | 92138E   |
| 6  | Franc-Waret      | 5,80       | 330             | 57               | 92138F   |
| 7  | Marchovelette    | 5,06       | 848             | 168              | 92138G   |
| 8  | Tillier          | 3,27       | 211             | 64               | 92138H   |
| 9  | Cortil-Wodon     | 9,51       | 980             | 103              | 92138J   |
| 10 | Hemptinne        | 4,40       | 582             | 132              | 92138K   |

### Overige kernen
Ten noorden van de dorpskern van Forville ligt nog het gehucht Seron.

## Demografische ontwikkeling
Alle historische gegevens hebben betrekking op de huidige gemeente, inclusief deelgemeenten, zoals ontstaan na de fusie van 1 januari 1977.
- Bronnen:NIS, Opm:1831 tot en met 1981=volkstellingen; 1990 en later= inwonertal op 1 januari

| Inwoners van jaar tot jaar op 1 januari 1992 tot heden | Inwoners van jaar tot jaar op 1 januari 1992 tot heden | Inwoners van jaar tot jaar op 1 januari 1992 tot heden |
| jaar                                                   | Aantal                                                 | Evolutie: 1992=index 100                               |
| ------------------------------------------------------ | ------------------------------------------------------ | ------------------------------------------------------ |
| 1992                                                   | 5.739                                                  | 100,0                                                  |
| 1993                                                   | 5.870                                                  | 102,3                                                  |
| 1994                                                   | 5.918                                                  | 103,1                                                  |
| 1995                                                   | 6.007                                                  | 104,7                                                  |
| 1996                                                   | 6.094                                                  | 106,2                                                  |
| 1997                                                   | 6.134                                                  | 106,9                                                  |
| 1998                                                   | 6.224                                                  | 108,5                                                  |
| 1999                                                   | 6.267                                                  | 109,2                                                  |
| 2000                                                   | 6.298                                                  | 109,7                                                  |
| 2001                                                   | 6.411                                                  | 111,7                                                  |
| 2002                                                   | 6.464                                                  | 112,6                                                  |
| 2003                                                   | 6.543                                                  | 114,0                                                  |
| 2004                                                   | 6.634                                                  | 115,6                                                  |
| 2005                                                   | 6.688                                                  | 116,5                                                  |
| 2006                                                   | 6.689                                                  | 116,6                                                  |
| 2007                                                   | 6.749                                                  | 117,6                                                  |
| 2008                                                   | 6.861                                                  | 119,6                                                  |
| 2009                                                   | 6.977                                                  | 121,6                                                  |
| 2010                                                   | 7.050                                                  | 122,8                                                  |
| 2011                                                   | 7.142                                                  | 124,4                                                  |
| 2012                                                   | 7.354                                                  | 128,1                                                  |
| 2013                                                   | 7.435                                                  | 129,6                                                  |
| 2014                                                   | 7.551                                                  | 131,6                                                  |
| 2015                                                   | 7.689                                                  | 134,0                                                  |
| 2016                                                   | 7.792                                                  | 135,8                                                  |
| 2017                                                   | 7.857                                                  | 136,9                                                  |
| 2018                                                   | 7.923                                                  | 138,1                                                  |
| 2019                                                   | 8.032                                                  | 140,0                                                  |
| 2020                                                   | 8.067                                                  | 140,6                                                  |
| 2021                                                   | 8.074                                                  | 140,7                                                  |
| 2022                                                   | 8.115                                                  | 141,4                                                  |
| 2023                                                   | 8.221                                                  | 143,2                                                  |
| 2024                                                   | 8.210                                                  | 143,1                                                  |
| 2025                                                   | 8.175                                                  | 142,4                                                  |

## Politiek
Het bestuur voor 2024-2030 bestaat uit LDB+, de lijst van de burgemeester bestaande uit leden van Les Engagés, de PS en onafhankelijken, die de meerderheid van de zetels heeft.
De volgende personen maken deel uit van het bestuur:
| College van burgemeester en schepenen | College van burgemeester en schepenen                                                                     |
| ------------------------------------- | --- |
| Burgemeester                          | Christelle Plomteux (Les Engagés)                                                                         |
| Schepenen                             | Didier Delatte (Les Engagés) Vincent Dethier (PS) Anne Paradis (Les Engagés) Maxime Somville (partijloos) |

### Resultaten gemeenteraadsverkiezingen sinds 1976
| Partij                     | 10-10-1976 | 10-10-1976 | 10-10-1982 | 10-10-1982 | 9-10-1988 | 9-10-1988 | 9-10-1994 | 9-10-1994 | 8-10-2000 | 8-10-2000 | 8-10-2006 | 8-10-2006 | 14-10-2012 | 14-10-2012 | 14-10-2018 | 14-10-2018 | 13-10-2024 | 13-10-2024 |
| Stemmen / Zetels           | %          | 17         | %          | 17         | %         | 17        | %         | 17        | %         | 17        | %         | 17        | %          | 19         | %          | 19         | %          | 19         |
| -------------------------- | ---------- | ---------- | ---------- | ---------- | --------- | --------- | --------- | --------- | --------- | --------- | --------- | --------- | ---------- | ---------- | ---------- | ---------- | ---------- | ---------- |
| PS1 / LDBA / LDB+B         | 23,81      | 4          | 21,191     | 3          | 21,261    | 3         | 12,941    | 1         | 68,12A    | 13        | 68,5A     | 13        | 65,43A     | 14         | 53,90B     | 12         | 61,67B     | 13         |
| PSC1 / LDBA / LDB+B        | 36,491     | 8          | 40,641     | 8          | 50,311    | 9         | 68,961    | 14        | 68,12A    | 13        | 68,5A     | 13        | 65,43A     | 14         | 53,90B     | 12         | 61,67B     | 13         |
| ECOLO                      | -          |            | 9,16       | 1          | -         |           | -         |           | 9,09      | 0         | 8,45      | 0         | 10,71      | 1          | 15,90      | 2          | 10,68      | 1          |
| FEP1 / FEB2 / E.F.3 / EPF4 | 19,491     | 3          | 29,02      | 5          | 28,441    | 5         | 14,351    | 2         | 22,793    | 4         | 23,054    | 4         | 23,854     | 4          | 27,564     | 5          | 27,654     | 5          |
| ICF                        | 13,34      | 2          | -          |            | -         |           | -         |           | -         |           | -         |           | -          |            | -          |            | -          |            |
| UDF                        | 6,88       | 0          | -          |            | -         |           | -         |           | -         |           | -         |           | -          |            | -          |            | -          |            |
| Oser-IC                    | -          |            | -          |            | -         |           | 3,76      | 0         | -         |           | -         |           | -          |            | -          |            | -          |            |
| NATION                     | -          |            | -          |            | -         |           | -         |           | -         |           | -         |           | -          |            | 2,64       | 0          | -          |            |
| Totaal stemmen             | 3630       | 3630       | 3779       | 3779       | 3920      | 3920      | 4187      | 4187      | 4436      | 4436      | 4759      | 4759      | 5155       | 5155       | 5629       | 5629       | 5714       | 5714       |
| Opkomst %                  |            |            |            |            | 94,69     | 94,69     | 95,7      | 95,7      | 94,71     | 94,71     | 95,47     | 95,47     | 92,83      | 92,83      | 93,12      | 93,12      | 90,94      | 90,94      |
| Blanco en ongeldig %       | 2,31       | 2,31       | 3,84       | 3,84       | 4,11      | 4,11      | 3,44      | 3,44      | 4,53      | 4,53      | 4,48      | 4,48      | 5,66       | 5,66       | 5,12       | 5,12       | 4,99       | 4,99       |

## Aangrenzende gemeenten

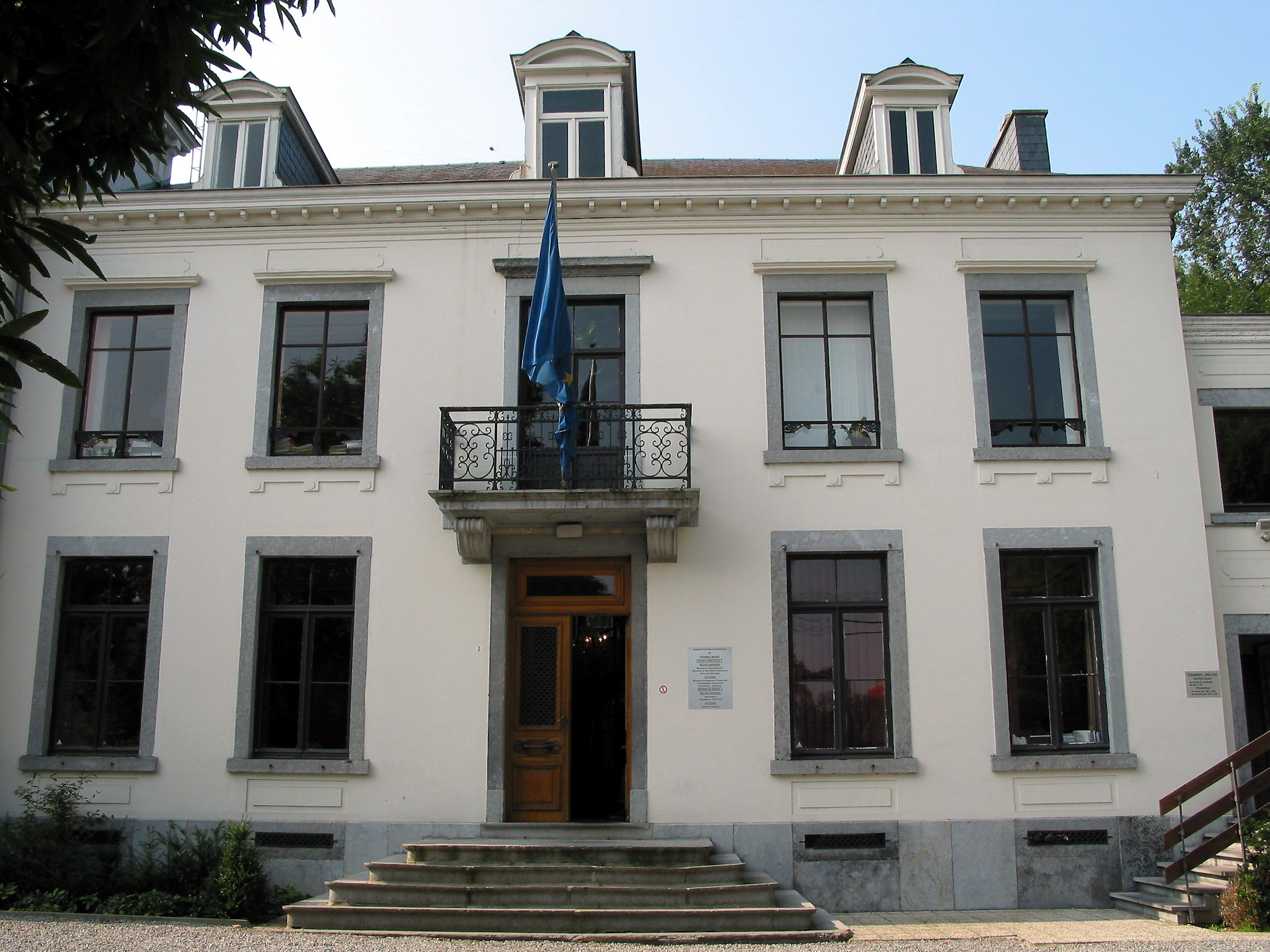
Gemeentehuis van Fernelmont

| Aangrenzende gemeenten | Aangrenzende gemeenten | Aangrenzende gemeenten | Aangrenzende gemeenten | Aangrenzende gemeenten |
| ---------------------- | ---------------------- | ---------------------- | ---------------------- | ---------------------- |
| Éghezée                |                        | Wasseiges (Lui)        |                        | Burdinne (Lui)         |
|                        |                        |                        |                        |                        |
|                        | Héron (Lui)            |                        |                        |                        |
|                        |                        |                        |                        |                        |
| Namen                  |                        |                        |                        | Andenne                |